# شن‌اجاق (شاوشات)
شن‌اجاق (به ترکی استانبولی: Şenocak) یک منطقهٔ مسکونی در ترکیه است که در شاوشات واقع شده‌است. شن‌اجاق ۹۵ نفر جمعیت دارد.